# Hampden Park
El Hampden Park (a menudo referido como Hampden) es un estadio de fútbol de Glasgow, Escocia. Tiene una capacidad para 52 500 espectadores sentados y sirve como el estadio nacional del fútbol en Escocia. Además del equipo nacional de fútbol de Escocia, es escenario habitual de las últimas eliminatorias de la Copa de Escocia y de la Copa de la Liga de Escocia. El Queen's Park F.C. disputó allí sus partidos como local desde 1903. También se utiliza para conciertos de música y otros eventos deportivos, como cuando fue reconfigurado como un estadio de atletismo para los Juegos de la Commonwealth 2014.
En el siglo XIX ya había dos estadios llamados Hampden Park construidos en diferentes sitios. Un estadio en el sitio actual fue inaugurado el 31 de octubre de 1903. Hampden era el estadio más grande del mundo cuando fue abierto, con una capacidad de más de 100 000 espectadores. Esto aumentó aún más entre 1927 y 1937, alcanzando un máximo de 150 000 espectadores. El récord de asistencia de 149 415 fue para un partido entre Escocia e Inglaterra en 1937, que es el récord europeo para un partido de fútbol internacional. Las normas de seguridad más estrictas supusieron que la capacidad se redujese a 81 000 en 1977. El estadio ha sido completamente renovado desde entonces y la obra más reciente se completó en 1999.
El estadio alberga las oficinas de la Asociación Escocesa de Fútbol (SFA) y de la Liga Profesional Escocesa de Fútbol (SPFL). Hampden ha sido anfitrión de eventos deportivos de prestigio, entre ellos tres finales de la Liga de Campeones, dos finales de la Recopa y una Copa de la UEFA. Hampden es un estadio de categoría cuatro por la UEFA–el máximo nivel para infraestructuras de fútbol– y está conectado por las estaciones de tren Mount Florida y King's Park.

## Historia

### Los tres Hampden
El Queen's Park, el club más antiguo del fútbol escocés, había jugado en un lugar llamado Hampden Park desde octubre de 1873. El primer Hampden Park estaba dominada por un terraplén cercano nombrado en honor del inglés John Hampden, que luchó por los Roundheads en la guerra civil inglesa. El Queen's Park jugó en el primer estadio Hampden Park durante diez años y debutaron con un empate en Copa de Escocia el 25 de octubre de 1873. El campo fue sede de la primera final de la Copa de Escocia, en 1874, y un partido de Escocia e Inglaterra en 1878.

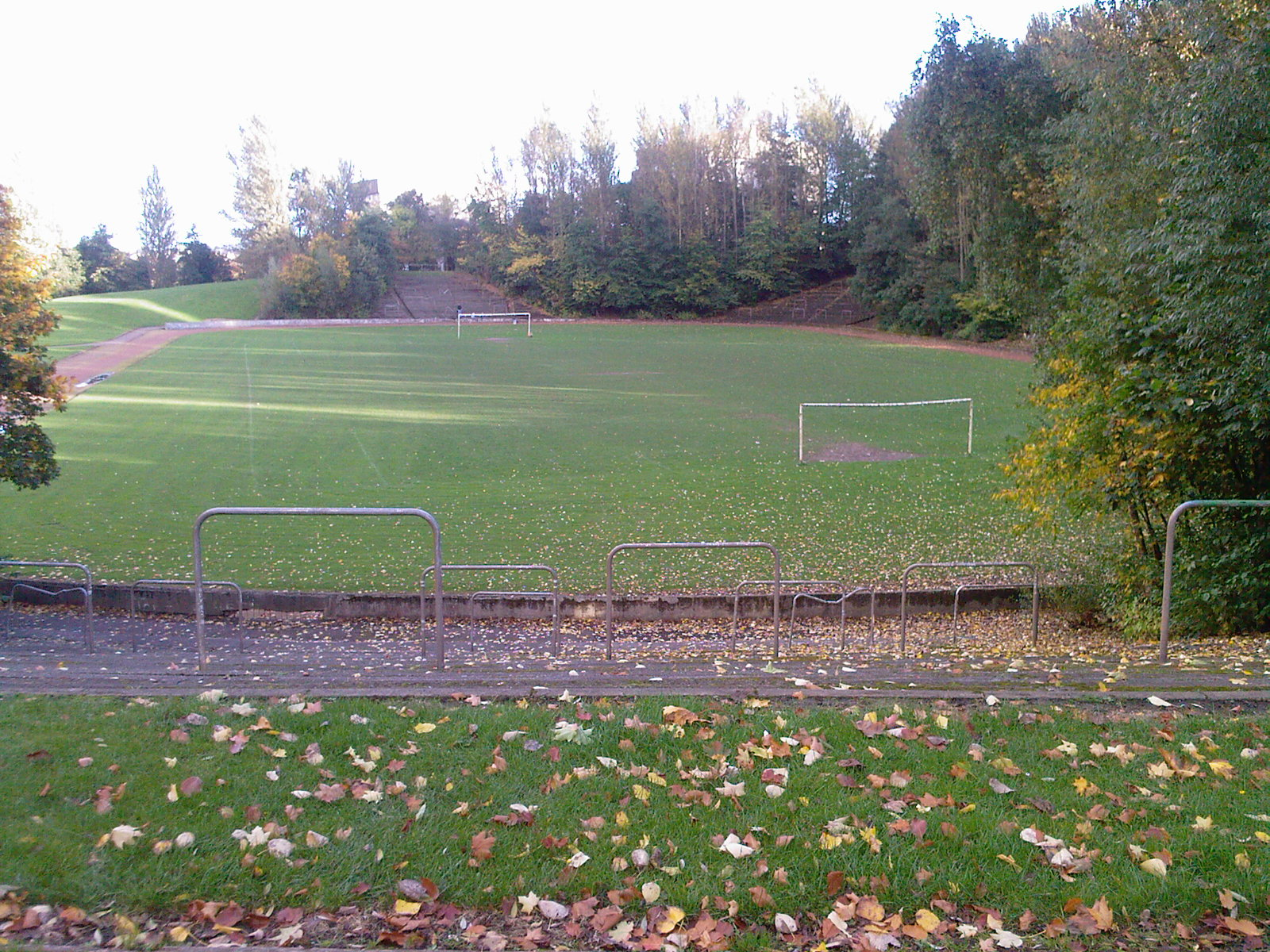
Los restos aún intactos de Cathkin Park, que fue el lugar del segundo Hampden Park.

El club se trasladó al segundo Hampden Park, a 150 yardas del original, debido a que el distrito ferroviario de Cathcart planeó una nueva línea a través del sitio de la zona occidental del campo. Un club de bolos sobre hierba en el cruce de Queen's Drive y Cathcart Road marca el sitio del primer Hampden. El segundo Hampden Park se abrió en octubre de 1884. Se convirtió en sede habitual de la final de la Copa de Escocia, pero el Celtic Park compartió algunos de los grandes partidos, incluyendo el Escocia-Inglaterra de 1894.
A finales de la década de 1890, el Queen's Park pidió más tierra para el desarrollo del segundo Hampden Park. Esto fue rechazado por los propietarios, lo que llevó al club en busca de un nuevo sitio. Henry Erskine Gordon acordó la venta de doce acres de tierra fuera de Somerville Drive al Queen's Park en noviembre de 1899. James Miller diseñó las tribunas gemelas a lo largo del lado sur del campo con un pabellón metido en el medio. Las pendientes naturales fueron formadas para formar bancos de gradas, diseñado por Archibald Leitch. La construcción del nuevo estadio se completó en tres años; durante la construcción ocurrió un desastre en Ibrox Park en la que parte de los graderíos de madera se derrumbó. En respuesta, las tribunas en Hampden estaban firmemente establecidos en el movimiento de tierras y se utilizaron técnicas innovadoras para controlar los espectadores.
El Third Lanark Athletic Club se hizo cargo del segundo Hampden Park en 1903 y cambió el nombre a Cathkin Park. El club reconstruyó el campo desde cero, debido a que no se adoptó un coste total para la construcción de todo el estadio. El Third Lanark salió del estadio en 1967 y Cathkin Park ahora es un parque público con gran parte de la construcción de tribunas original todavía evidente.
Hampden Park fue el estadio más grande del mundo desde su apertura en 1903 hasta que fue superado por Maracanã en 1950. Junto con Celtic Park e Ibrox Park, la ciudad de Glasgow poseía los tres estadios de fútbol más grandes del mundo en el momento en que Hampden abrió sus puertas. En el primer partido, el 31 de octubre de 1903, el Queen's Park cayó derrotado por el Celtic por un gol a cero en la liga escocesa. La primera final de la Copa de Escocia que se jugó en el estadio fue una Old Firm en 1904, atrayendo a una multitud récord de 64 672 espectadores. El primer partido Escocia frente a Inglaterra en el estadio se jugó en abril de 1906 con 102 741 personas de asistencia, que fijaron Hampden como la casa principal del equipo nacional de Escocia.

### Récord de asistencias
Las afluencias de público continuaron aumentando durante el resto de la década de 1900 y 121 452 espectadores asistieron a un nuevo encuentro en 1908 entre Escocia e Inglaterra. Las dos Old Firm que se disputaron para la final de la Copa de Escocia de 1909 atrajeron a un total de 131 000 hinchas. Tras el segundo partido hubo una revuelta porque hubo confusión sobre lo que sucedería a continuación cuando el segundo partido también terminó en un empate. Los aficionados creían que la repetición se jugaría a la conclusión y exigieron que se jugase un periodo de tiempo adicional. El trofeo de la Copa de Escocia fue retenido ya que Hampden no estaba en condiciones aptas para albergar una segunda repetición. En respuesta a los disturbios, la Asociación de Fútbol de Escocia decidió no utilizar Hampden como el lugar para la final de la Copa de Escocia hasta después de la Primera Guerra Mundial.
El Queen's Park llevó a cabo importantes mejoras en el estadio después de la revuelta de 1909. Se registró un nuevo récord mundial de 127 307 espectadores para ver jugar nuevamente a Escocia contra Inglaterra en 1912. Un incendio en 1914 destruyó el pabellón, que fue sustituido por una estructura de cuatro plantas y una sala de prensa sobre el techo. La final de la Copa de Escocia volvió a Hampden en 1920, cuando una gran multitud de 95 000 vio al Kilmarnock ganar el título contra el Albion Rovers. Los récords de asistencia se batieron para la final de copa de 1925, una victoria de 5-0 para el Celtic sobre el Rangers, y el partido de 1927 entre Escocia e Inglaterra, la primera victoria de Inglaterra en el estadio. Hampden se convirtió en el único lugar de celebración de la final de la Copa de Escocia después de 1925, excepto en la década de 1990 cuando estaba siendo renovado. El Queen's Park compró más tierras en 1923 para alcanzar un total de 33 acres. Finalmente se añadieron 25 000 nuevas localidades a las tribunas y las barreras rígidas de aplastamiento se instalaron en 1927.
Se volvieron a batir nuevos récords de asistencia en los partidos de Escocia contra Inglaterra en 1931 y 1933. En 1933, Austria, que había vencido a Escocia por 5-0 en Viena en 1931, se convirtió en el primer equipo nacional no británico en visitar el estadio Hampden Park. Otras mejoras del estadio aumentaron el aforo a 183 388 en 1937, pero la federación escocesa solo les permitió emitir 150 000 entradas para los partidos. El partido de 1937 entre Escocia e Inglaterra tuvo una asistencia oficial de 149 415 espectadores, pero al menos 20 000 personas más entraron al estadio sin entrada. Una semana después, la final de la Copa de Escocia de 1937 entre el Celtic y el Aberdeen atrajo una multitud oficial de 147 365, con 20 000 personas más que quedaron fuera sin poder entrar.

### Hampden Park en la Segunda Guerra Mundial
Durante la Segunda Guerra Mundial, los partidos con grandes asistencias de público fueron inicialmente prohibidos debido al temor a los bombardeos aéreos de la Luftwaffe. Las competiciones nacionales de liga y copa fueron suspendidas durante la duración de la guerra, pero las competiciones de liga y copa regionales continuaron en su lugar. La entrada se limitaba inicialmente al 50 por ciento de la capacidad. Así, 75 000 espectadores acudieron a una final de copa en tiempo de guerra, en mayo de 1940, que era el máximo permitido. Los Parashots, un precursor de la Home Guard, instaló un puesto de mando en Lesser Hampden en 1940. Un funcionario del gobierno presentó una orden exigiendo que tanto Hampden como Lesser Hampden fuesen arados y se utilizasen para plantar verduras, pero el comité del Queen's Park decidió hacer caso omiso de la orden y el gobierno no persistió. Los partidos internacionales en tiempos de guerra se jugaron con normalidad en el estadio Hampden, y 91 000 espectadores vieron a Escocia vencer a Inglaterra 5-4 el 18 de abril de 1942.

### Hampden en la posguerra
Después de que la Segunda Guerra Mundial terminase en 1945, Hampden comenzó a albergar partidos de Escocia con más frecuencia. Antes de eso, Hampden había celebrado 15 partidos contra Inglaterra y un partido cada uno contra Austria y Checoslovaquia. Durante el auge de la asistencia en la posguerra, Hampden era el único estadio lo suficientemente grande como para albergar a las multitudes que querían ver al equipo. Partidos que normalmente habría atraído a una multitud de 40 000 estaban siendo presenciados por cerca de 100 000 espectadores. El calendario de partidos de Hampden también se amplió por la nueva Copa de la Liga de Escocia. En 1947, el Rangers venció al Aberdeen en la primera final de la Copa de la Liga.
Un incendio el 25 de diciembre de 1945 destruyó la cabina de prensa del estadio y las oficinas quedaron dañadas. La cabina de prensa fue sustituida por una estructura de dos pisos que colgaba sobre el terreno de juego. La capacidad del estadio se redujo a 135 000 tras el desastre Burnden Park en Bolton.
La reintroducción de las selecciones nacionales británicas (las Home Nations) en la FIFA en 1947 se celebró con un partido amistoso entre Gran Bretaña y el resto de Europa el 10 de mayo de 1947. Gran Bretaña ganó 6-1 y 130 000 personas asistieron al partido. Inusualmente, un partido de liga entre el Third Lanark e Hibernian se jugó inmediatamente después en el estadio Hampden Park fue porque Cathkin estaba en obras de reparación. El primer partido de clasificación para la Copa Mundial de la FIFA jugado en el estadio Hampden fue una victoria 2-0 para Escocia frente a Gales el 9 de noviembre de 1949; este partido fue también parte de la British Home Championship de 1950. La victoria parecía garantizar a Escocia la clasificación para la Copa Mundial de la FIFA de 1950 debido a que los dos primeros clasificados tendrían su plaza en el torneo, pero la SFA decretó que solo se envíaría a un equipo si fueran campeones británicos. Escocia solo necesitaba un empate contra Inglaterra en el estadio Hampden para satisfacer esa condición, pero perdió 1-0.
La Coronation Cup, una competición para marcar la coronación de la reina Isabel II, se llevó a cabo en Glasgow durante mayo de 1953. Se invitó a cuatro de los clubes más importantes de Escocia e Inglaterra y los clubes de la Old Firm jugaron sus partidos en el estadio Hampden. Celtic e Hibernian llegaron a la final, y una multitud de 117 060 vio al Celtic ganar 2-0.
Escocia recibió a los «Magiares poderosos» de Hungría en diciembre de 1954 frente a 113 506 aficionados. Los escoceses mostraron resistencia contra uno de los equipos más potentes del mundo en ese momento, pero al final perdieron 4-2. Escocia se clasificó para la Copa Mundial de la FIFA de 1958 al derrotar a España, que tenía en su equipo a Luis Suárez, Ladislao Kubala y Alfredo Di Stéfano, en Hampden.

### Años 1960 y 1970
Hampden fue sede de la final de la Copa de Europa de 1960 entre el Real Madrid y el Eintracht Frankfurt, en la que el equipo español venció 7-3 con una asistencia de 130 000 personas. Los reflectores se instalaron en Hampden en 1961 y se inauguraron con un partido amistoso entre el Eintracht Frankfurt y el Rangers. El estadio también fue sede de las finales de la Recopa de Europa en 1962 y 1966. Las asistencias para cada una de estas finales fue de menos de 50 000 espectadores y la SFA no se ofreció a acoger una nueva final europea hasta la final de la Copa de Europa de 1976, en la que el Bayern Múnich derrotó al Saint-Etienne. Hasta 1987, Hampden utilizó postes cuadrados en sus porterías. El Saint-Etienne aseguró que dos de sus disparos, que pegaron en el travesaño y rebotó al terreno de juego, habrían acabado en gol de haberse tratado de postes redondos.

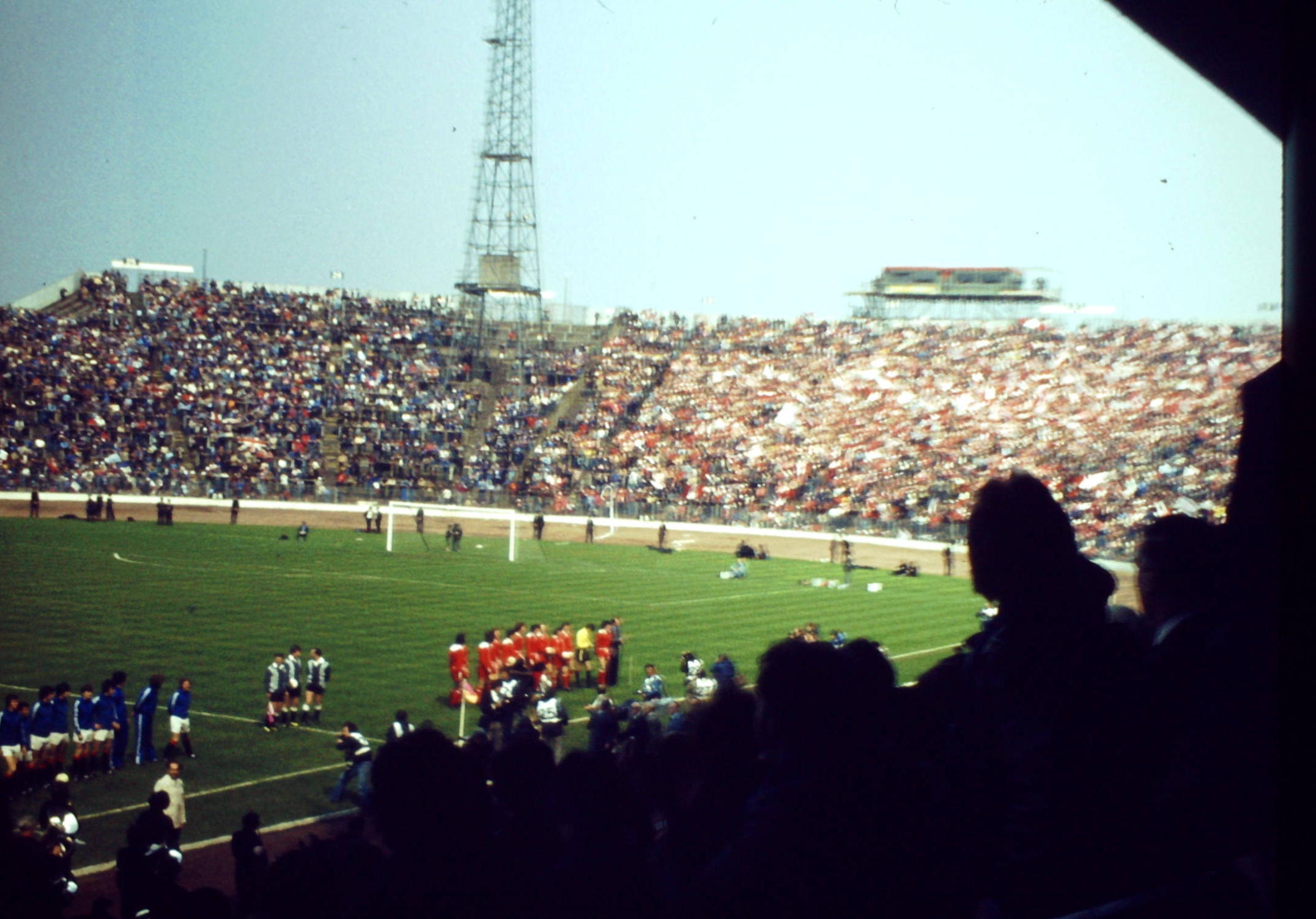
Aberdeen y Rangers sobre el césped de Hampden antes de la final de la Copa de Escocia de 1978.

Después de que el Celtic ganase la final de la Copa de Europa de 1967, el partido de ida de la eliminatoria de la Copa Intercontinental contra el Racing Club se llevó a cabo en el estadio Hampden. Celtic ganó 1-0 pero perdió el empate después de un play-off en Montevideo. En 1970, el Celtic jugó en las semifinales de la Copa de Europa contra el campeón de liga inglés, el Leeds United. El Celtic eligió mover su partido de ida de la eliminatoria de su casa del Celtic Park a Hampden, ya que tenía una capacidad mucho mayor. Una multitud de 136 505, récord para un partido en competición UEFA, vio al Celtic vencer 2-1 (3-1 en el global) para avanzar a la final de la Copa de Europa de 1970. El Celtic también jugó sus partidos de Copa de Europa contra el Ajax y el Rosenborg en Hampden durante la década de 1970.
En octubre de 1968 se inició un incendio deliberadamente en el fondo sur, se destruyeron las oficinas, 1 400 asientos y uno de los vestuarios. El fuego provocó el aplazamiento de la final de la final de la Copa de la Liga escocesa 1968-69 hasta abril. En 1970 Hampden estaba empezando a envejecer como estadio. Wembley había sido renovado para el Mundial de 1966, mientras que otros estadios principales se están construyendo para nuevos torneos. La seguridad pública se puso en evidencia después del desastre de Ibrox de enero de 1971, cuando 66 espectadores murieron aplastadas. Un partido benéfico se jugó en el estadio Hampden, mientras que la Ley sobre seguridad de los terrenos deportivos de 1975 obligaba a los recintos deportivos a obtener licencias de las autoridades locales, imponer la segregación entre la multitud y restringir las grandes asistencias. Pittodrie e Ibrox se convirtieron en estadios con asientos, mientras que la capacidad de Hampden se redujo a 81 000 espectadores.
Escocia se aseguró la clasificación para la Copa Mundial de la FIFA de 1974 en Hampden con una victoria de 2-1 sobre Checoslovaquia. Kenny Dalglish anotó el gol de la victoria contra Inglaterra en 1976 con un caño sobre Ray Clemence. En 1977 Escocia volvió a ganar contra Checoslovaquia para lograr la clasificación a la Copa Mundial de la FIFA de 1978. Escocia jugó un partido amistoso contra Argentina, vigentes campeones del mundo, en 1979 en el que jugó Diego Maradona, con 18 años, y anotó un gol en la victoria 3-1 para los visitantes.

### Remodelación
Durante la década de 1970, se hizo evidente que las instalaciones en Hampden necesitaban una urgente renovación. Como club amateur, el Queen's Park no podía financiar las obras, mientras que el Glasgow District Council retiró la financiación y el Gobierno del Reino Unido decidió no financiarlo tampoco. El Queen's Park consideró la venta de Hampden, pero un llamamiento público y algunas reparaciones menores mantuvo Hampden abierto durante la década de 1980. Los disturbios después de la final de la Copa de Escocia de 1980 impulsaron las reformas y la venta de alcohol se prohibió en los estadios de fútbol en Escocia.

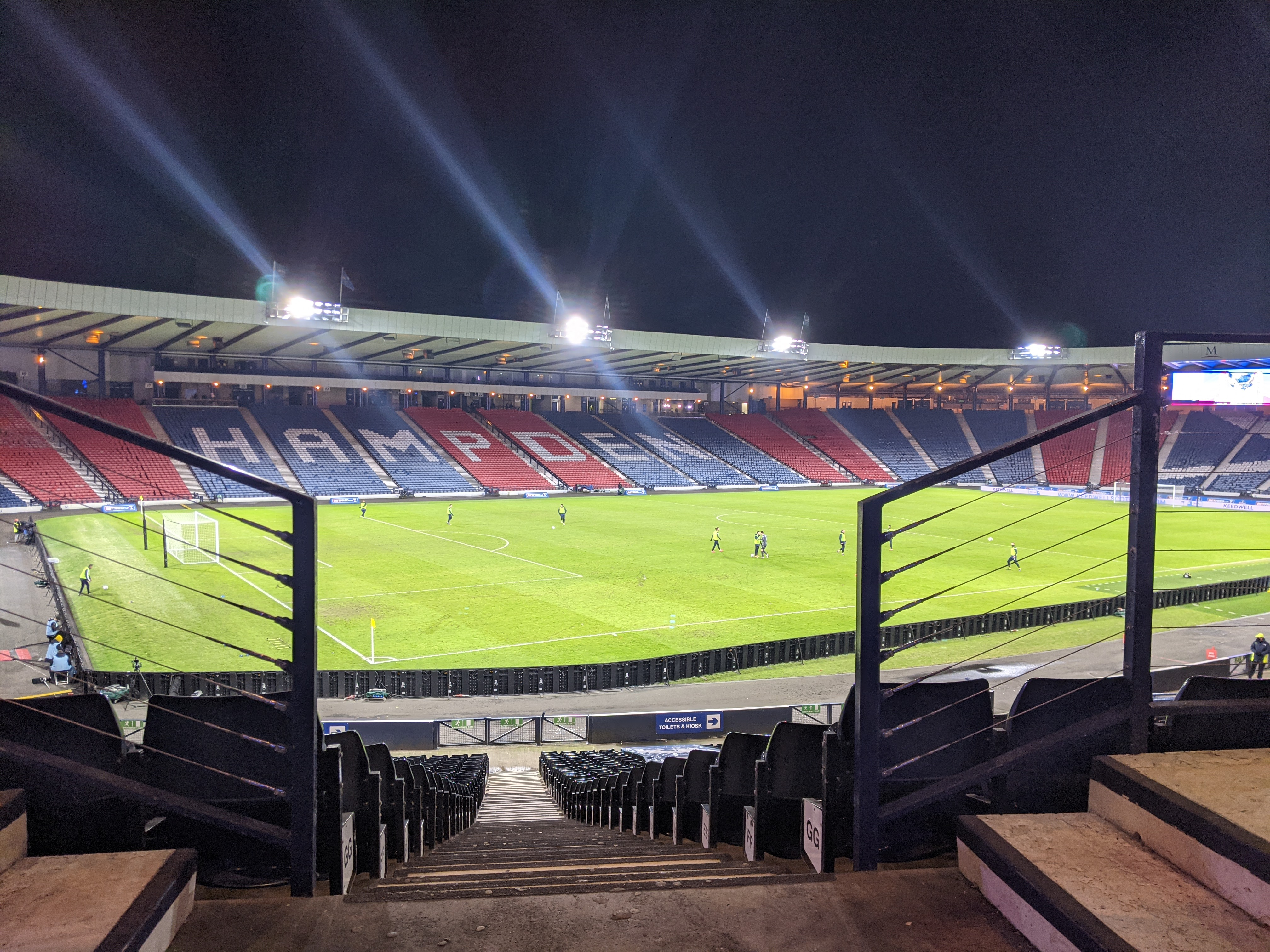
Vista del interior de Hampden Park.

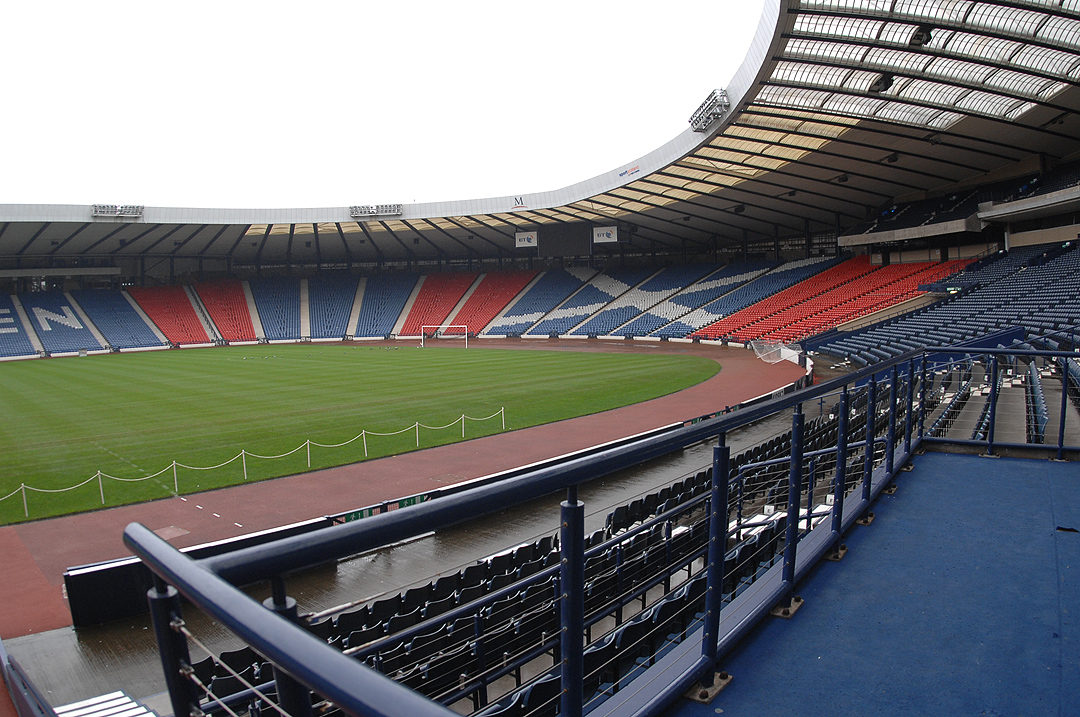
Vista del interior de Hampden Park.

La primera fase de la remodelación consistió en la demolición de la tribuna norte, el hormigonado de todas las gradas y la construcción de torniquetes alrededor de la parte superior de la tribuna este. Este trabajo, que se inició en octubre de 1981 y terminó en 1986, redujo la capacidad a 74 370 con un coste de tres millones de libras. Una segunda fase había sido planeada para comenzar en 1988, pero la publicación del Informe Taylor provocó que los planos fuesen rediseñados y el presupuesto ascendiese a 25 millones de libras. Escocia fue sede de la Copa Mundial de la FIFA Sub-16 de 1989 y los escoceses disputaron la final contra Arabia Saudí en Hampden.
Después de la cancelación del partido anual entre Escocia e Inglaterra en 1989, se planteó la cuestión de si el fútbol escocés requería un nuevo estadio nacional. El Rangers propuso Ibrox como un lugar alternativo, mientras que Murrayfield estaba a punto de ser remodelado sin financiación pública. Ninguno de estos argumentos impresionó al Comité del Estadio Nacional, que consistía en la SFA, la liga escocesa de fútbol y el Queen's Park. En la tribuna oeste se instalaron asientos en su totalidad en 1991 por 700 000 libras, pero esto dejaba dos tribunas y, por tanto, Hampden no podía celebrar partidos de clasificación para la Copa Mundial de la FIFA.

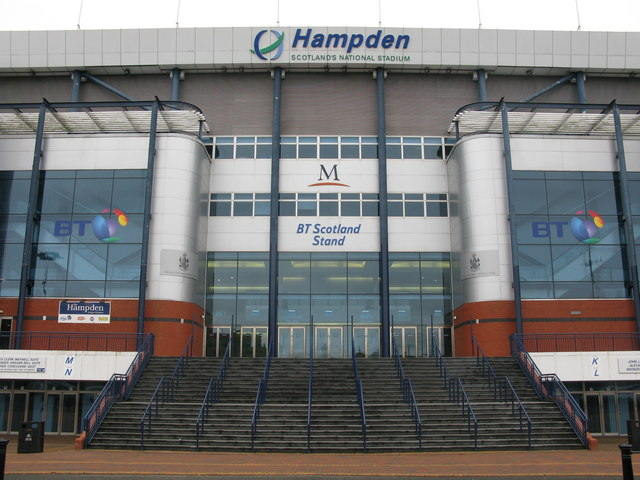
Entrada principal del estadio.

El Gobierno del Reino Unido finalmente otorgó una donación de 3,5 millones de libras en 1992, lo que permitió el trabajo para comenzar un proyecto de 12 millones de libras para convertir Hampden en un estadio completamente instalado de asientos. El último partido jugado con gradas sin asientos fue la final de la Copa de la Liga de 1992. Dentro de un año, las tribunas este y oeste del estadio había sido sustituidas y Hampden parcialmente reconstruido, inaugurado con un partido amistoso entre Escocia y Holanda el 23 de marzo de 1994. También fue utilizado para las rondas finales de la Copa de Escocia 1993-94. A medida que la capacidad de la antigua grada sur se había limitado a 4 500 localidades, la capacidad total de Hampden se había reducido a aproximadamente 37 000. Celtic Park también se estaba sometiendo a una amplia renovación para convertirse en estadio con asientos, por lo que el Celtic jugó la temporada 1994-95 en Hampden, a un costo de medio millón de libras el alquiler.
La etapa final de la renovación comenzó en noviembre de 1997, con un costo de 59 millones de libras. Hubo un exceso de coste y una brigada financiera investigó presuntas irregularidades financieras. El Queen's Park conservó la propiedad del estadio, pero la renovación fue financiado por la National Lottery. La grada sur fue sustituida y el estadio se reinauguró para la final de la Copa de Escocia de 1999. El estadio ontaba ahora con una capacidad de 51 866 espectadores.

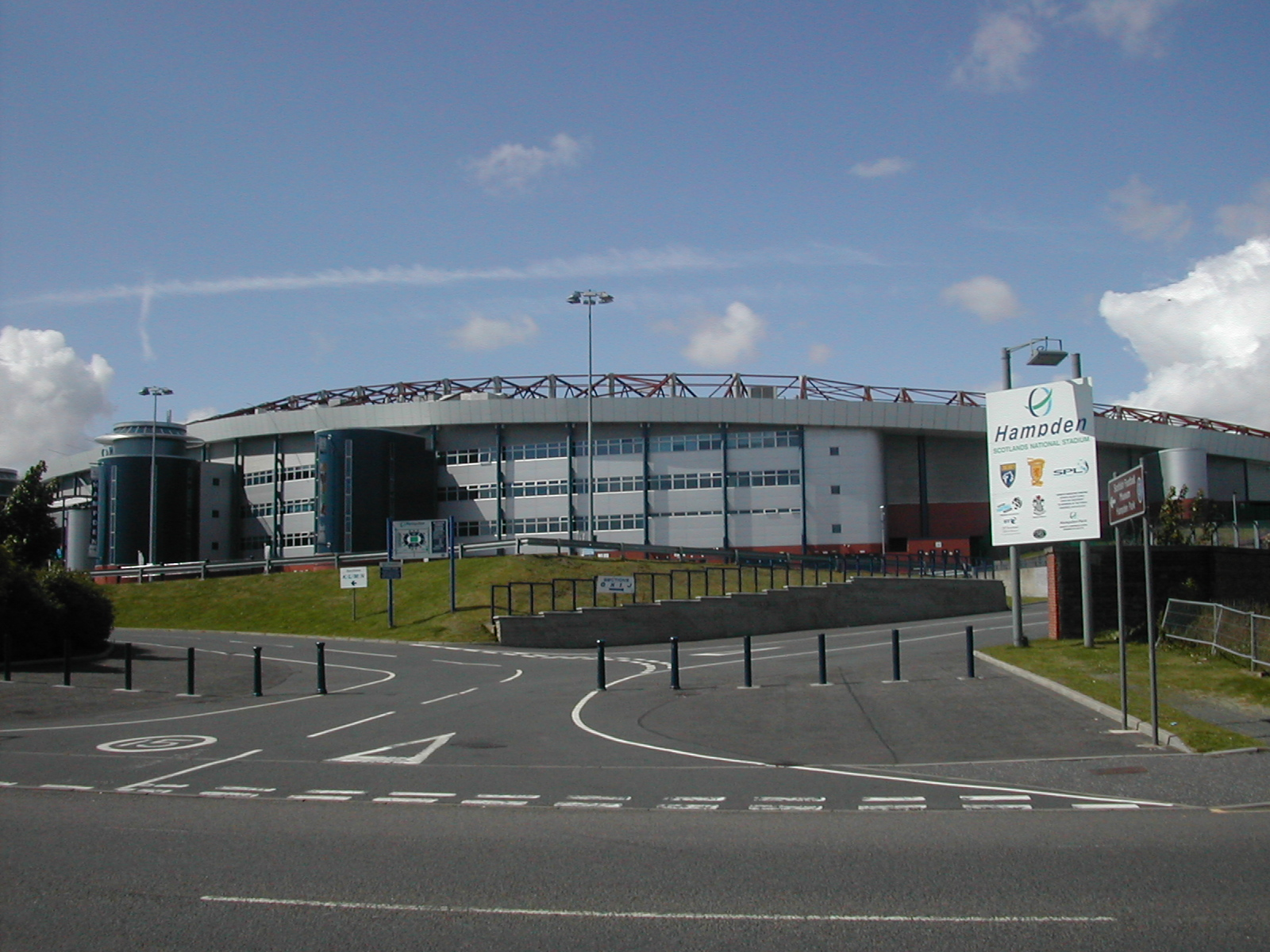
Alrededores y vista global del estadio.

El Real Madrid volvió a protagonizar una memorable victoria europea en Hampden Park al proclamarse campeón de la Liga de Campeones de la UEFA en 2002, derrotando al Bayer Leverkusen, con un espectacular gol de volea de Zinedine Zidane, que supuso el gol de la victoria. Hampden acogió también la final de la Copa de la UEFA 2007 y fue una de las sedes de fútbol en los Juegos Olímpicos de 2012. Uno de los partidos de los Juegos Olímpicos de 2012 se retrasó después de que el equipo de Corea del Norte protestase debido a que la organización puso erróneamente la bandera de Corea del Sur para representar a los jugadores norcoreanos. Más tarde, en 2012, por primera vez se disputó un partido del equipo nacional de fútbol de Escocia femenino en un partido de clasificación del Campeonato de Europa contra España.
Hampden se convirtió temporalmente en un estadio de atletismo para los Juegos de la Commonwealth 2014. Se llevó a cabo su último partido internacional antes de que comenzasen los trabajos de conversión el 15 de noviembre de 2013 y el Queen's Park pasó a jugar en el estadio Excelsior de Airdrie. Debido a las obras que se están llevado a cabo en el Estadio Olímpico de Londres, en el 2014 el London Grand Prix fue celebrado en Hampden. Las obras de conversión implicaron la eliminación de ocho filas de asientos, lo que redujo la capacidad a 44 000. Hampden se convierte de nuevo en un estadio de fútbol después de los Juegos de la Commonwealth.
En septiembre de 2014, Hampden fue escogida por la UEFA como una de los once sedes finales de la Eurocopa 2020, que por primera vez se celebraba en todo el territorio europeo en lugar de un país concreto. La Asociación Escocesa renegoció el contrato que tenía sobre la instalación porque estaba cerca de expirar, y en septiembre de 2018 llegó a un acuerdo con el Queen's Park para hacerse con la propiedad de Hampden. A cambio, la SFA se comprometió a reformar el estadio anexo de Lesser Hampden y entregárselo al decano como su nuevo hogar. La firma del traspaso se completó en agosto de 2020, y el Queen's Park jugó su último partido como local el 20 de marzo de 2021.

## Estructura e instalaciones

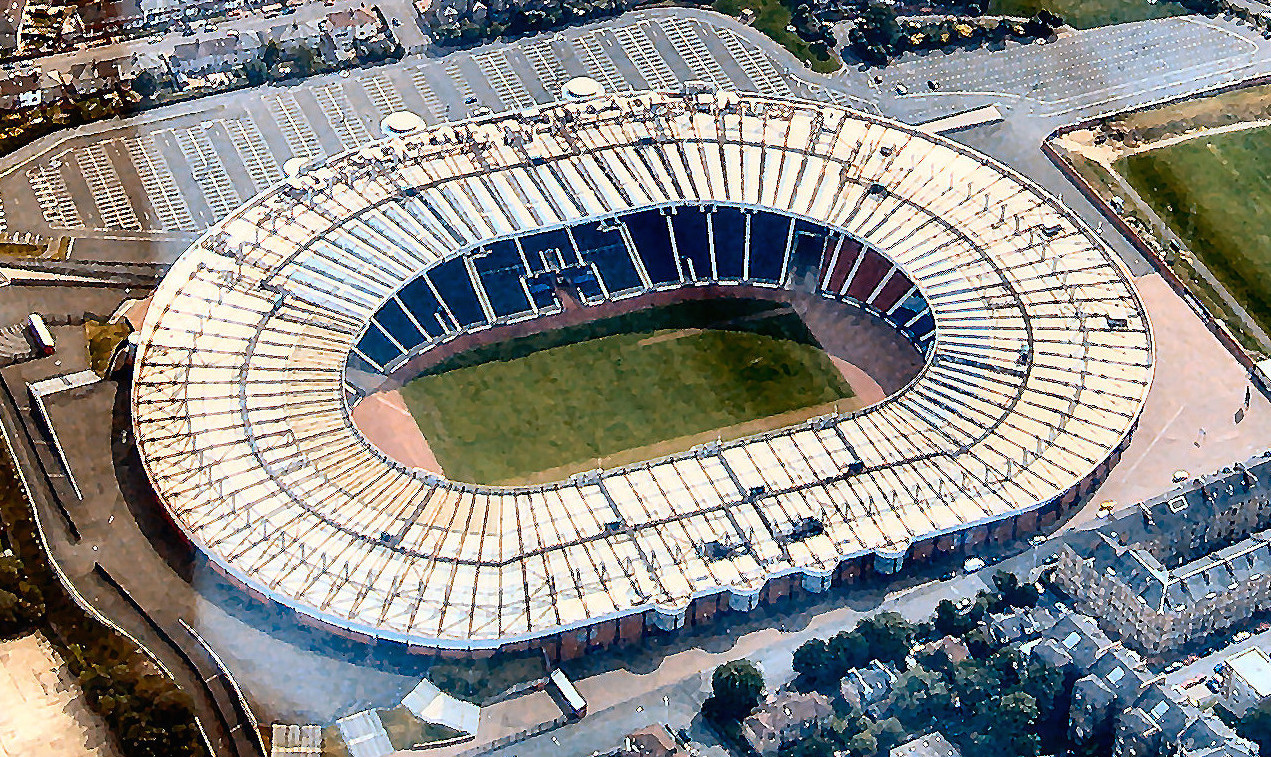
imagen aérea de Hampden Park.

Hampden es un estadio de fútbol con asientos individuales, dividido en cuatro secciones geográficas, oficialmente conocido como las gradas Norte, Este, Sur y Oeste (North, East, South y West Stands, originalmente en inglés). Debido al predominio de la Old Firm en el fútbol escocés y su calificación regular de partidos de copa jugados en Hampden, las gradas este y oeste se conocen comúnmente como las gradas del Celtic y el Rangers. El graderío este tiene 12 800 asientos en un único nivel de 53 filas. Los dos puestos finales son de hasta 140 metros de distancia del terreno de juego, debido a que Hampden aún conserva su forma de tazón después de que fuese reconstruido. Esta distancia es casi tan grande como si Hampden incluyera una pista de atletismo, aunque la distancia entre el césped y los dos graderíos laterales es más comparable a un estadio de fútbol normal.
La grada sur es la principal estructura del estadio, ya que alberga las áreas técnicas, vestuarios, área de calentamiento en interiores, oficinas ejecutivas, lounges salas e instalaciones de medios de comunicación. Tradicionalmente ha sido patrocinado por BT Scotland desde 1998. La grada sur es también la única parte de la división estadio en dos niveles, aunque también hay una pequeña galería de la tribuna norte que cuenta con 290 asientos y acceso a las salas. El graderío norte tiene capacidad para 9 100 espectadores en 46 filas. La capacidad total del estadio es 51 866. La capacidad se redujo temporalmente a 44 000 para los Juegos de la Commonwealth 2014, ya que la pista de atletismo se elevaba sobre el terreno de juego 1,9 metros.
El Hampden reconstruido tiene el estatus más importante dentro de la categoría de estadios de la UEFA. El Museo de Fútbol de Escocia, que se abrió en 2001, se encuentra dentro de Hampden. Una parte del museo es el Salón de la Fama de Escocia. Una característica distintiva del antiguo Hampden, la tribuna de prensa, que estaba fija en el techo de la antigua grada sur, también se exhibe en el museo. Las oficinas de la Scottish Football Association, la Scottish Premier League y la Scottish Football League se encuentran en Hampden.
Lesser Hampden es un estadio de fútbol ubicado inmediatamente al lado del extremo occidental de Hampden Park. El campo fue construido en la década de 1920 después de que se adquiriese más terreno para ampliar el estadio principal. El Queen's Park propuso en 1990 vender Lesser Hampden para financiar las obras de ampliación en el estadio principal, pero esto fue rechazado por los planificadores. Es utilizado por el Queen's Park para sus entrenamientos, los partidos del filial y el fútbol juvenil. Lesser Hampden fue reformado para su uso como zona de calentamiento durante los Juegos de la Commonwealth 2014.

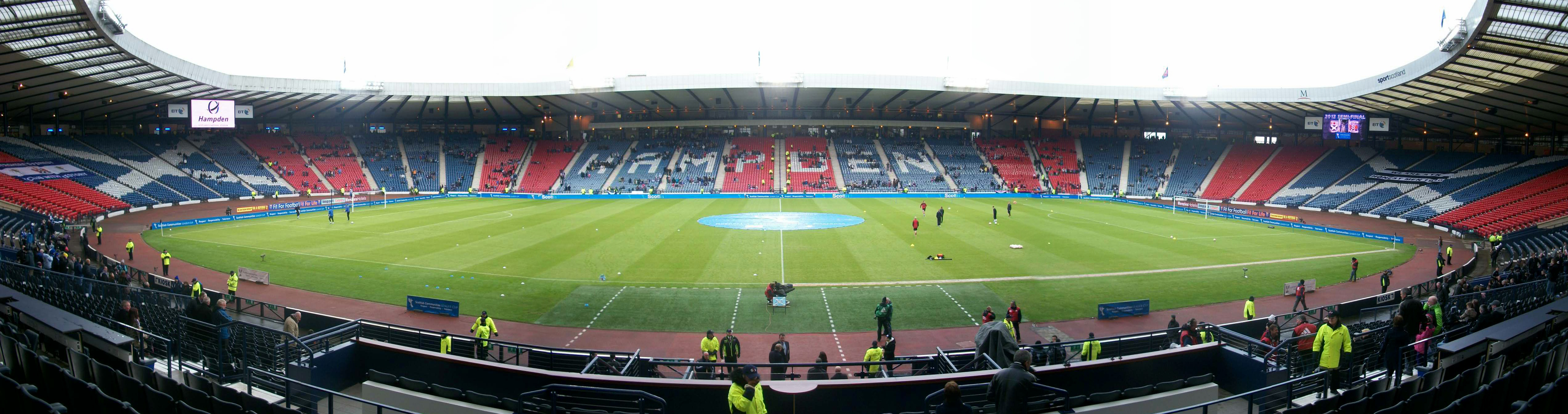
Imagen panorámica de Hampden Park.

## Eventos

### Finales de Copa de Europa
- ver Liga de Campeones de la UEFA

| Fecha      | Equipo           | Resultado | Equipo              |
| ---------- | ---------------- | --------- | ------------------- |
| 18-05-1960 | Real Madrid      | 7–3       | Eintracht Fráncfort |
| 12-05-1976 | Bayern Múnich    | 1–0       | Saint-Étienne       |
| 15-05-2002 | Bayer Leverkusen | 1–2       | Real Madrid         |

### Final Copa de la UEFA 2006-07
| Fecha              | Equipo #1 | Resultado     | Equipo #2 | Ronda                 | Espectadores |
| ------------------ | --------- | ------------- | --------- | --------------------- | ------------ |
| 16 de mayo de 2007 | Espanyol  | 2 - 2 (1 - 3) | Sevilla   | Final Copa de la UEFA | 52 000       |

### Finales de la Recopa de Europa
- ver Recopa de Europa de la UEFA

| Fecha      | Equipo                  | Resultado | Equipo                             |
| ---------- | ----------------------- | --------- | ---------------------------------- |
| 10-05-1962 | Club Atlético de Madrid | 1–1       | Fiorentina (Partido reglamentario) |
| 05-05-1966 | Borussia Dortmund       | 2–1       | Liverpool                          |

### Eurocopa 2020
- Hampden Park albergó cuatro partidos de la Eurocopa 2020, tres partidos del Grupo D y un partido de octavos de final.
| Fecha               | Selección #1 | Resultado | Selección #2    | Ronda                 | Espectadores |
| ------------------- | ------------ | --------- | --------------- | --------------------- | ------------ |
| 14 de junio de 2021 | Escocia      | 0–2       | República Checa | Primera fase, Grupo D | 9847         |
| 18 de junio de 2021 | Croacia      | 1–1       | República Checa | Primera fase, Grupo D | 5607         |
| 22 de junio de 2021 | Croacia      | 3–1       | Escocia         | Primera fase, Grupo D | 9896         |
| 29 de junio de 2021 | Suecia       | 1–2       | Ucrania         | Octavos de final      | 9221         |

## Conciertos
Se celebran multitud de conciertos durante el verano, con una asistencia de hasta 90 000 espectadores.
- Genesis, Invisible touch Tour, 26 de junio de 1987
- The Rolling Stones, Urban Jungle Tour, 9 de julio de 1990
- Rod Stewart, 3 de julio de 1999
- Tina Turner, Twenty Four Seven Tour, 7 de julio de 2000
- Bon Jovi, One Wild Night Tour, 8 de junio de 2001
- Eagles, (World Tour 2001), 22 de julio de 2001
- Robbie Williams, 4 y 5 de agosto de 2001
- Eminem, 24 de junio de 2003
- Live & Loud, 27 de julio de 2003
- Live & Loud, 20 de junio de 2004
- U2, Vertigo Tour, 21 de junio de 2005
- Live & Loud, 26 de junio de 2005
- Oasis, 29 de junio de 2005
- Bon Jovi, Have a Nice Day Tour, 3 de junio de 2006
- Eagles, Farewell I Tour, 23 de junio de 2006
- The Rolling Stones, A Bigger Bang Tour, 25 de agosto de 2006
- Robbie Williams, Close Encounters Tour, 1 y 2 de septiembre de 2006
- George Michael, 25 Live, 17 de junio de 2007
- Rod Stewart, 6 de julio de 2007
- Red Hot Chili Peppers, 23 de agosto de 2007
- Neil Diamond, 5 de junio de 2008
- Bon Jovi, Lost Highway Tour, 21 de junio de 2008
- Take That, The Circus Tour 2009, 19, 20 y 21 de junio de 2009
- AC/DC, Black Ice World Tour, 30 de junio de 2009
- The Eagles, Independence Day Tour, 4 de julio de 2009
- Bruce Springsteen, Working on a Dream tour, 14 de julio de 2009
- U2, U2 360° Tour, 18 de agosto de 2009
- Coldplay & Jay-Z, Viva la Vida Tour, 16 de septiembre de 2009